# KSI vs. Logan Paul II
A KSI vs. Logan Paul II egy ökölvívó-mérkőzés volt a brit youtuber és rapper KSI, illetve az amerikai youtuber és színész Logan Paul között. A harc visszavágója volt korábbi, amatőr mérkőzésüknek, amely döntetlen lett. A Los Angeles-i Staples Centerben tartották, 2019. november 9-én, cirkálósúly súlycsoportban, hat háromperces fordulóval. Mindkét félnek ez volt első profi mérkőzése. KSI pontozással lett győztes, két bíró 56–55 és 57–54 arányban neki ítélte a küzdelmet, míg a harmadik Paulnak 56–55 arányban.
A további mérkőzéseken Billy Joe Saunders legyőzte Marcelo Cocerest, illetve Devin Haney megvédte könnyűsúlyú címét Alfredo Santiago ellen. Több profi ökölvívó is pozitívan fogadta a küzdelmet, kiemelve Paul és KSI professzionalizmusát, akiket korábbi világbajnok ökölvívók és edzők edzettek.

## Háttér
A sikeres első mérkőzést követően KSI kérte, hogy halasszák el a visszavágót 2019 májusáig. Azt mondta, hogy helyszínként jobban örült volna Dubajnak, de nem zárta ki a lehetőséget, hogy az Egyesült Államokban küzdjenek meg. Az időeltolódás és a brit nézőknek túl késő időpont miatt azt mondta, hogy preferálná, ha New Yorkban kerülne megrendezésre. 2018. augusztus 28-án bejelentették, hogy a küzdelem 2019 májusában lesz megrendezve egy még el nem döntött helyszínen az Egyesült Államokban, ha egyik fél se lép vissza. Végül nem egyeztek meg egy májusi időpontban. 2019. szeptember 3-án KSI és Paul az Instagramon jelentették be, hogy a visszavágó 2019. november 9-én lesz a Los Angeles-i Staples Centerben, illetve profi mérkőzés lesz az előzővel ellentétben.
Sajtótájékoztatók időpontja:
- 2019. szeptember 14.: Staples Center mellett, Los Angeles
- 2019. október 7.: The Troxy Theatre, London
- 2019. november 7.: The Hollywood Restaurant Tao, Los Angeles

Paul edzője Shannon Briggs, kétszeres nehézsúlyú bajnok volt, míg KSI-t Viddal Riley és Jeff Mayweather (Floyd Mayweather nagybátyja) edzette. Tekintve, hogy profi esemény volt, csak olyanok vehettek részt, akiknek volt Kaliforniában engedélye.
A bejelentést követően több ökölvívó is negatívan fogadta a híreket, hogy profi mérkőzés lesz. Sokan megkérdőjelezték a legitimitását és azt mondták, hogy csak a pénzért csinálják. Ezen kívül megkérdőjelezték azt, hogy miért raktak világbajnoki mérkőzéseket két Youtuber alá. Ennek ellenére többen is támogatták az eseményt, a Kaliforniai Sportbizottság elnöke, Andy Foster védte a küzdelmet, azt mondva, hogy "Ha nem Youtuberek lennének, akkor is elfogadható lenne debütáló küzdelemként az ország bármely bizottságánál." Kevin Draper (The New York Times) kiemelte, hogy KSI, Paul és a rendezők is egy megrekedt sportba hoznának új közönséget, illetve, hogy mindkét YouTuber világbajnok ökölvívóktól tanult. Anthony Joshua, Deontay Wilder, Tyson Fury, Dillian Whyte és Andy Ruiz Jr. mind támogatták az esemény létrejöttét és kiemelték, hogy hasznos lehet a sport jövőjére tekintve.

## Eredmény
| Lou Moret | Lou Moret | Patrick Russell | Patrick Russell | Zachary Young | Zachary Young |
| --------- | --------- | --------------- | --------------- | ------------- | ------------- |
| KSI       | Paul      | KSI             | Paul            | KSI           | Paul          |
| 56        | 55        | 57              | 54              | 55            | 56            |

A Sporting News adatai alapján.

## Mérkőzések
| Súlycsoport   | Ellenfelek         | Ellenfelek               | Eredmény | Eredmény     | Jegyzet                                 |
| Súlycsoport   | Ellenfelek         | Ellenfelek               | Típus    | Menet        | Jegyzet                                 |
| ------------- | ------------------ | ------------------------ | -------- | ------------ | --------------------------------------- |
| cirkálósúly   | KSI                | Logan Paul               | PONT     | 6/6          | Olatunji és Paul első profi mérkőzése   |
| nagyközépsúly | Billy Joe Saunders | Marcelo Esteban Coceres  | TKO      | 11/12 (1:59) | WBO nagyközépsúly címért                |
| könnyűsúly    | Devin Haney        | Alfredo Santiago Alvarez | PONT     | 12/12        | WBC könnyűsúly címért                   |
| nagyközépsúly | Nikita Ababiy      | Jonathan Batista         | DQ       | 1/4          |                                         |
| kispehelysúly | Ronny Rios         | Hugo Berrio              | KO       | 4/12 (2:56)  |                                         |
| nagyközépsúly | Diego Pacheco      | Aaron Casper             | KO       | 4/6 (2:56)   |                                         |
| nagyváltósúly | Reshat Mati        | Cody Peterson            | KO       | 2/6 (1:41)   |                                         |
| cirkálósúly   | Josh Brueckner     | Tyler Smith              | PONT     | 4/4          | Smith és Brueckner első profi mérkőzése |

## Részletek
KSI támogatói között voltak rapperek Wiz Khalifa, Rick Ross, Post Malone, S-X és Lil Baby, míg Paul támogatói között volt Justin Bieber. A nézők között ott volt több UFC-bajnok is, mint Israel Adesanya, Tyron Woodley, Dan Bilzerian, Mike Tyson és Daniel Keem, illetve KSI YouTube-csoportja a Sidemen.

### Közvetítés
A harcot élőben közvetítette a DAZN az Egyesült Államokban és hét további országban. Az Egyesült Királyságban és Írországban a Sky Sports Box Office-on lehetett látni 9.95 fontért. Magyarországon és azon országokban, ahol nem adták el a jogokat, a FITE TV-n lehetett látni. YouTube-on nem lehetett megtekinteni, a Twitch-en illegálisan streamelték többen is.
A DAZN szolgáltatón 2019 harmadik legnézettebb műsora volt, csak az Andy Ruiz Jr. vs. Anthony Joshua II és Canelo Álvarez vs. Sergey Kovalev mögött. Az Egyesült Királyságban 216 ezren vették meg a mérkőzést.

### Esélyek
| Eredmény   | Esély |
| ---------- | ----- |
| KSI        | 7/4   |
| Logan Paul | 8/15  |
| Döntetlen  | 1/1   |

### Pénzdíj
KSI és Paul is legalább 900 ezer dollárt keresett a mérkőzéssel szerződésük alapján, bár a végső díj valószínűleg ennél sokkal magasabb volt.